# Kiruna kyrka
Kiruna kyrka är en kyrkobyggnad i Kiruna uppförd mellan 1909 och 1912, ritad av arkitekten Gustaf Wickman. Den är församlingskyrka i Jukkasjärvi församling i Luleå stift. Kyrkan, vars unika utseende inspirerats av de norska stavkyrkorna och samiska tältkåtor, uppfördes i en naturpark nära Kiruna gamla centrum.
Som en del av Kiruna stadsomvandling flyttades kyrkan den 19–20 augusti 2025 till Kirunas nya centrum, cirka 2,5 kilometer från dess ursprungliga placering.

## Historia

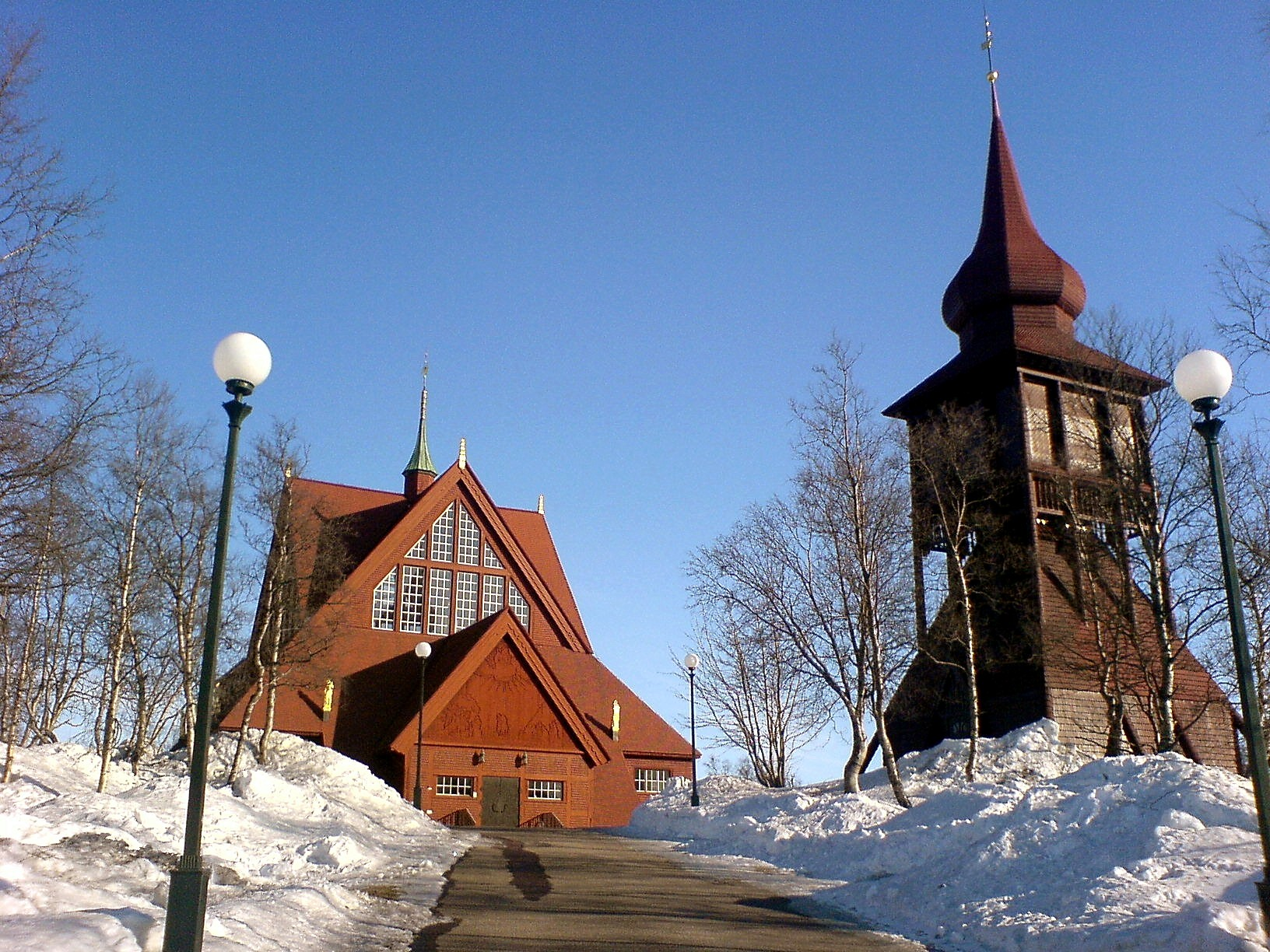
Kiruna kyrka och klockstapel i april 2007.

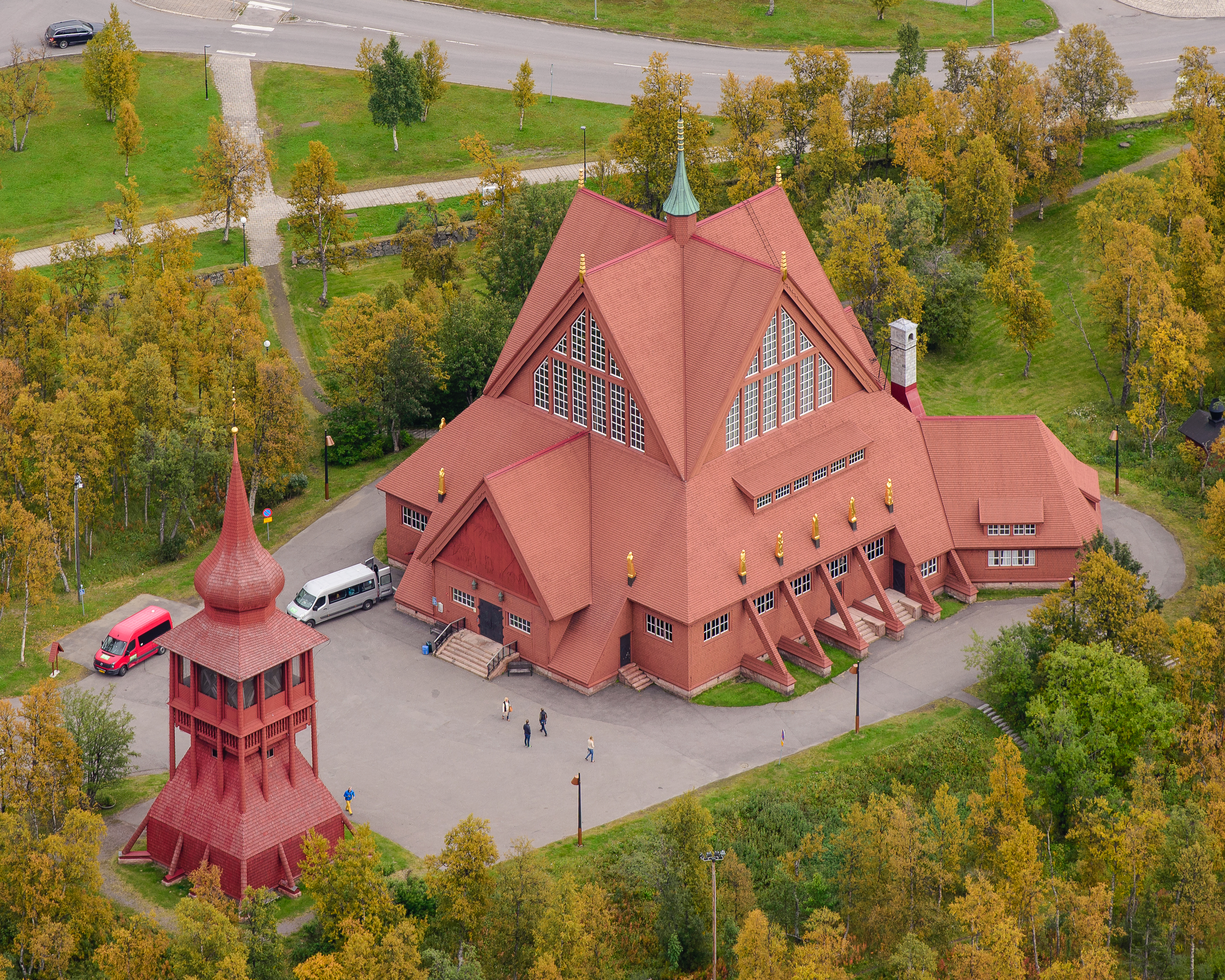
Flygbild av kyrkan i september 2017.

Vid Kirunas grundande fanns det inledningsvis inga kyrkobyggnader bland de byggnader som enligt Hjalmar Lundbohm krävdes för det nya gruvsamhället. Fokus var på bostäder för arbetare och tjänstepersoner, samt skola, brandstation och sjukhus. Lundbohms vän Gustaf Wickman fungerade som arkitekt för det framväxande Kiruna som från 1900 till 1909 ökade från 312 invånare till 7 000.
Innan Kiruna kyrkas färdigställande fick gudstjänster hållas i skolbyggnader och från 1905 kunde man använda metodistkyrkan i samhället. I takt med att samhället växte uppmärksammades behovet av mer ändamålsenliga lokaler att hålla gudstjänst i, samt behov av gravkapell och bårhus. Den första kyrkobyggnaden blev klockstapeln som uppfördes 1906–1907, efter ritningar av Gustaf Wickman.
Prästen i nygrundade Kiruna var järnvägsprästen som bodde nära Kiirunavaara. Kiruna blev snart kapellförsamling till Jukkasjärvi församling, som hade kyrkoherde i Vittangi fram till 1911.
Den traditionella församlingskyrkan låg i Jukkasjärvi, 19 km bort. Den första kyrkan i Kiruna samhälle, vanha kirkko[källa behövs] – den gamla kyrkan, var en enkel träbarack som Statens Järnvägar hade byggt 1899. Den nyttjades från år 1900 såsom skolbyggnad under vardagarna och gudstjänstlokal om söndagarna av Svenska kyrkan och andra samfund. Därutöver fick den fungera som matsal. Sedan 1902 användes en lokal i den nybyggda Bolagsskolan efter att en kyrkoherde gjort en förfrågan till gruvbolaget LKAB att lösa bristen på gudstjänstlokaler. Pastor Andreas Juliebö klagade dock över att lokalen var så dåligt placerad i stadsplanen, vilket gjorde att folk inte orkade ta sig till kyrkan. Från och med 1906 fram till Kiruna kyrkas invigning användes istället metodistkyrkans lokaler.
År 1901 hade Hjalmar Lundbohm, LKAB:s disponent, börjat planera byggandet av en ordentlig kyrkobyggnad i Kiruna. Arkitekten Gustaf Wickman, som kommit till Kiruna 1899, fick uppdraget att rita kyrkan. Förutom själva kyrkan gjorde Wickman även ritningar till klockstapeln, gravkapellet och en kyrkoherdebostad. De äldsta ritningarna är från 1903 och redan då hade kyrkan i stort den utformning som den slutligen fick. 
Till en början planerades det att kyrkan och klockstapeln skulle byggas i en park ovanför järnvägsstationen, i den nuvarande Järnvägsparken, men allt eftersom åren gick blev planen allt mer inaktuell. Istället placerades kyrkan på Bolagsområdet, ungefär 400 meter sydost om den första platsen. Orsakerna till denna ändring var bland annat att staden inte utvecklades kring järnvägsstationen utan förlades mot söder och öster. Dessutom styrdes inte Bolagsområdet av några officiella stadgar och förordningar om utformning av byggnader. Bara kyrkans spåntak skulle ha stridit mot paragraf 15 i den lokala byggnadsstadgan. Utöver detta kunde man från kyrkans högt belägna plats se ut över samhället och fjällvärlden runtomkring.
Uppförandet av Kiruna kyrka drog ut på tiden och tog sammanlagt tre år; byggmästare var Olof Edfastsson Nygren. Klockstapeln hade färdigställts redan 1907. Byggandet av kyrkan började 1909, avstannade samma år på grund av storstrejk inom byggföretaget. Först i april 1910 fortsatte byggandet. Virket till kyrkan fraktades till Kiruna från bland annat Ryssland.
Det blev problem med färgsättningen av kyrkan. Klockstapeln hade redan några år tidigare målats röd i väntan på det slutliga beslutet. Hjalmar Lundbohm hade tillsammans med skulptören Christian Eriksson testat vitt och olika kulörer mellan gult och rött på kyrkans bottenpartier men ingen färg verkade passa. Orangetonerna ansåg Hjalmar Lundbohm ge intryck av vanligt, gulbrunt fernissat trävirke som användes av fattiga och av frikyrkorna i stan – Kiruna kyrka skulle ha en mer förnäm färg. Bestämmandet uppsköts flera gånger; Gustaf Wickman ville bestämt rödmåla kyrkan i samma färg som klockstapeln medan Christian Eriksson hellre såg att den tjärades.  Hjalmar Lundbohm stod neutralt i frågan. Till slut beslutades dock att kyrkan skulle målas faluröd, en färg som vid 1900-talets början ansågs bära på det svenska traditionsarvet.
Kyrkan invigdes den 8 december 1912 av biskop Olof Bergqvist.
I januari 1913 överlämnades kyrkan och klockstapeln till församlingen i detta nybyggarsamhälle, som sedermera fått stadsprivilegier (1948).
Kiruna kyrka utsågs av under Arkitekturåret 2001 till ”Alla tiders bästa byggnad, byggd före 1950” i Sverige. Den röstades fram av svenska folket som Sveriges mest omtyckta byggnad. Till motiveringarna hörde att den ansågs vara så vacker.

## Flyttning av kyrkan

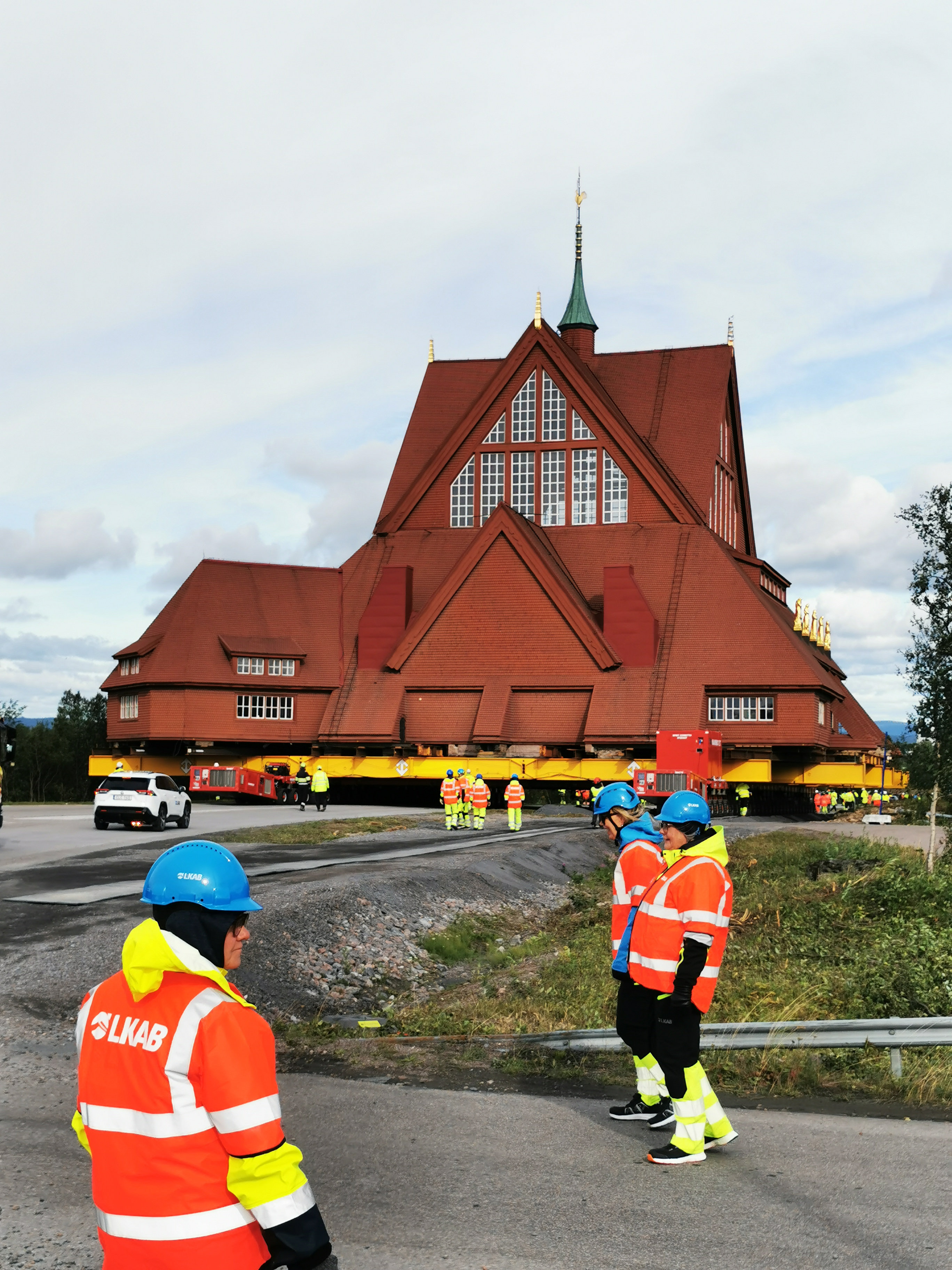
Kyrkan under flytten.

I januari 2007 beslutade kommunfullmäktige i Kiruna att stadens centrum skulle flyttas, till följd av de markdeformationer som LKAB:s gruvbrytning i fjället Kiirunavaara orsakade.
Under perioden 2017–2029 pågår ett projekt för att förbereda för att fysiskt kunna flytta kyrkan och för att återställa den på den nya platsen. Flytten av kyrkan skedde den 19–20 augusti 2025. Klocktornet kommer flyttas någon vecka senare.
Byggnaden är 40×40×37 meter och total vikt är 672 ton. Hela ekipaget med två trailrar, järnbalkar, ställningar med mera väger över 1 200 ton. Två SPMT-trailrar (self-propelled modular transporter) med 28 axlar (48 ton kapacitet per axel) transporterar kyrkan fem kilometer med en hastighet om 500 meter per timme. Flytten direktsänds av Sveriges Television i programmet Den stora kyrkflytten, ett slow-tv-format med inslag av intervjuer och kommentarer.

### Koordinater
- Ursprunglig placering: 67°51′07.2″N 20°13′58.7″Ö / 67.852000°N 20.232972°Ö
- Ny placering:  67°51′00.5″N 20°17′25.0″Ö / 67.850139°N 20.290278°Ö

## Kyrkobyggnaden

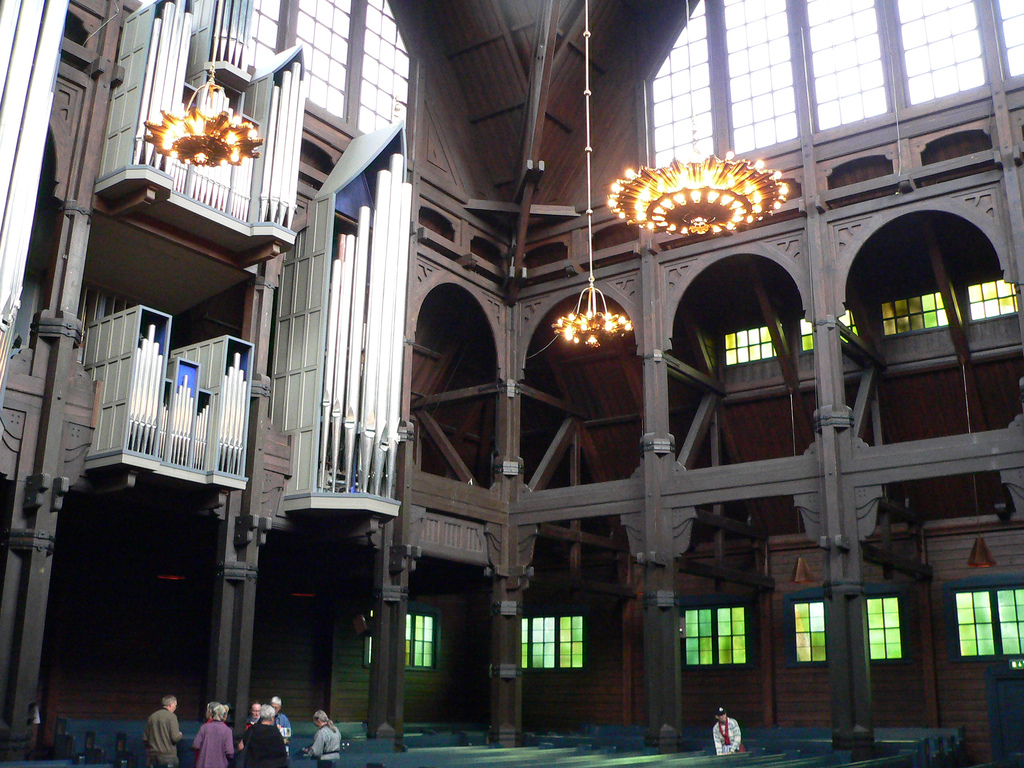
Interiör av kyrkan med orgeln till vänster.

Utformningen av kyrkan är influerad av formerna i lavvú, den samiska tältkåtan, med sin breda bas och avsmalnande topp. Man kan även se det i ljuset som faller från ovan och på de mörka väggarna.
Kyrkan är en av Sveriges största träbyggnader och ett unikt byggnadsverk från 1900-talets början. Kyrkan är en nationalromantisk skapelse med inspiration av samiskt formspråk.. Altarets komposition andas jugendstil. Likaså gör kyrkans gavelfönster som har typiska drag av jugend. Kyrkan har en närmast kvadratisk plan, att jämföra med en så kallad centralkyrka, det vill säga att mitt- och tvärskepp är lika långa, 16 meter. Takkonstruktionen kan beskrivas som två prismor, i var ände avslutade med ett stort fönsterverk, som skär varandra, och kyrkans spetsiga gavlar åt alla väderstreck. Kyrkans glasade överpartier ger kyrkorummet ett rikt överljus. Golvmaterialet i kyrkan är av trä. Utbyggnaderna är lägre, både vapenhuset i väster och det rakt avslutade koret i öster, flankerat av en sakristia i norr och en diagonal sal i söder. Fasadbeklädnaden och den röda taktäckningen är av kyrkspån. En takryttare står i skärningspunkten där långhusets fyra sadeltak möts. Kyrkan vilar på en murverkssockel av natursten. Tornet är i form av en spira.

### Exteriör
Kiruna kyrka har ett dominerande läge på en höjd i en naturpark, främst bestående av fjällbjörk, men också av rönn. Denna kallas för Kyrkoskogen och är omgärdad av en låg mur av gråsten. Innanför muren, öster om kyrkan, ligger krematoriet med tillhörande minneslund. 

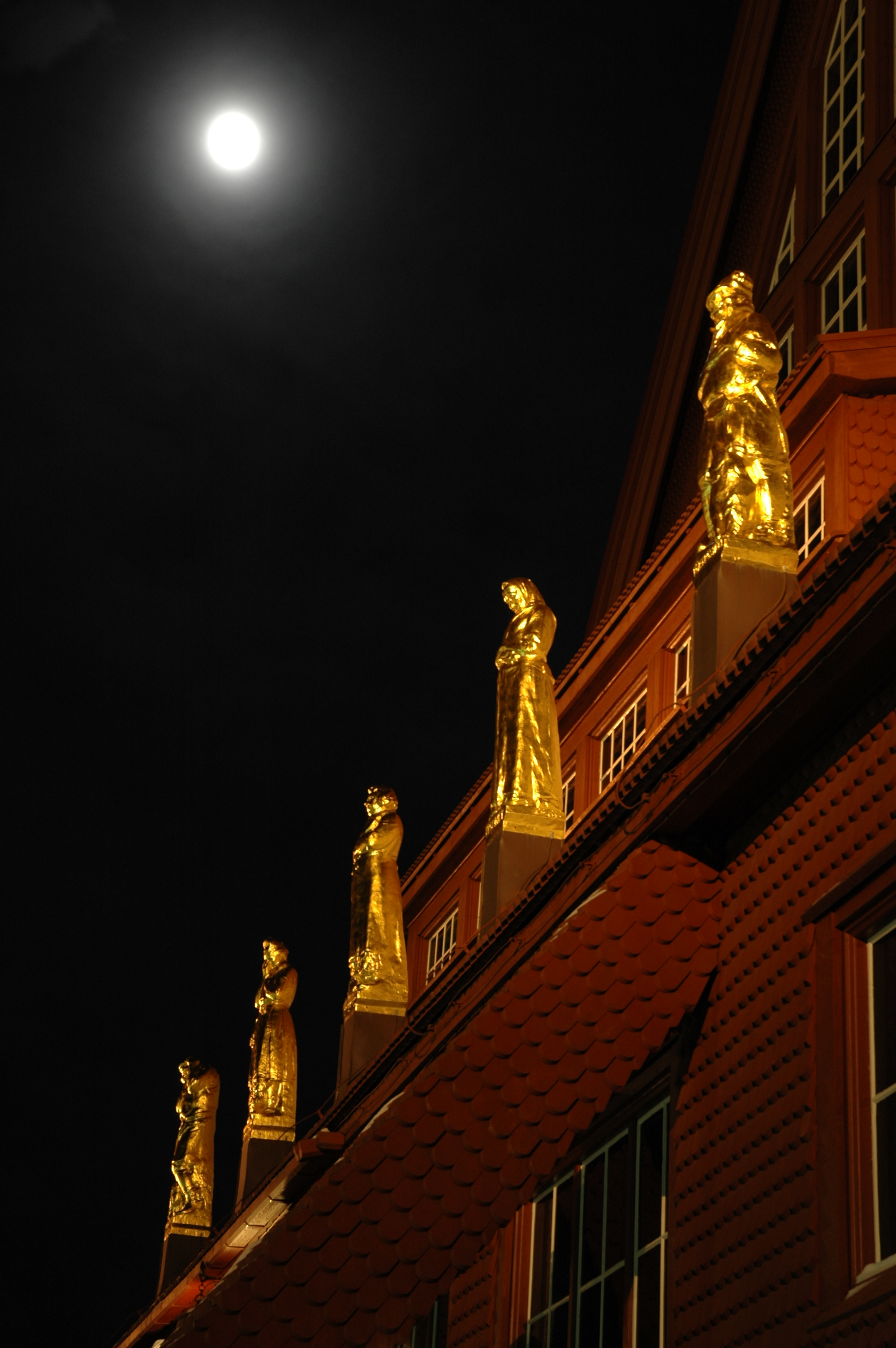
Fem av Christian Erikssons förgyllda skulpturer.
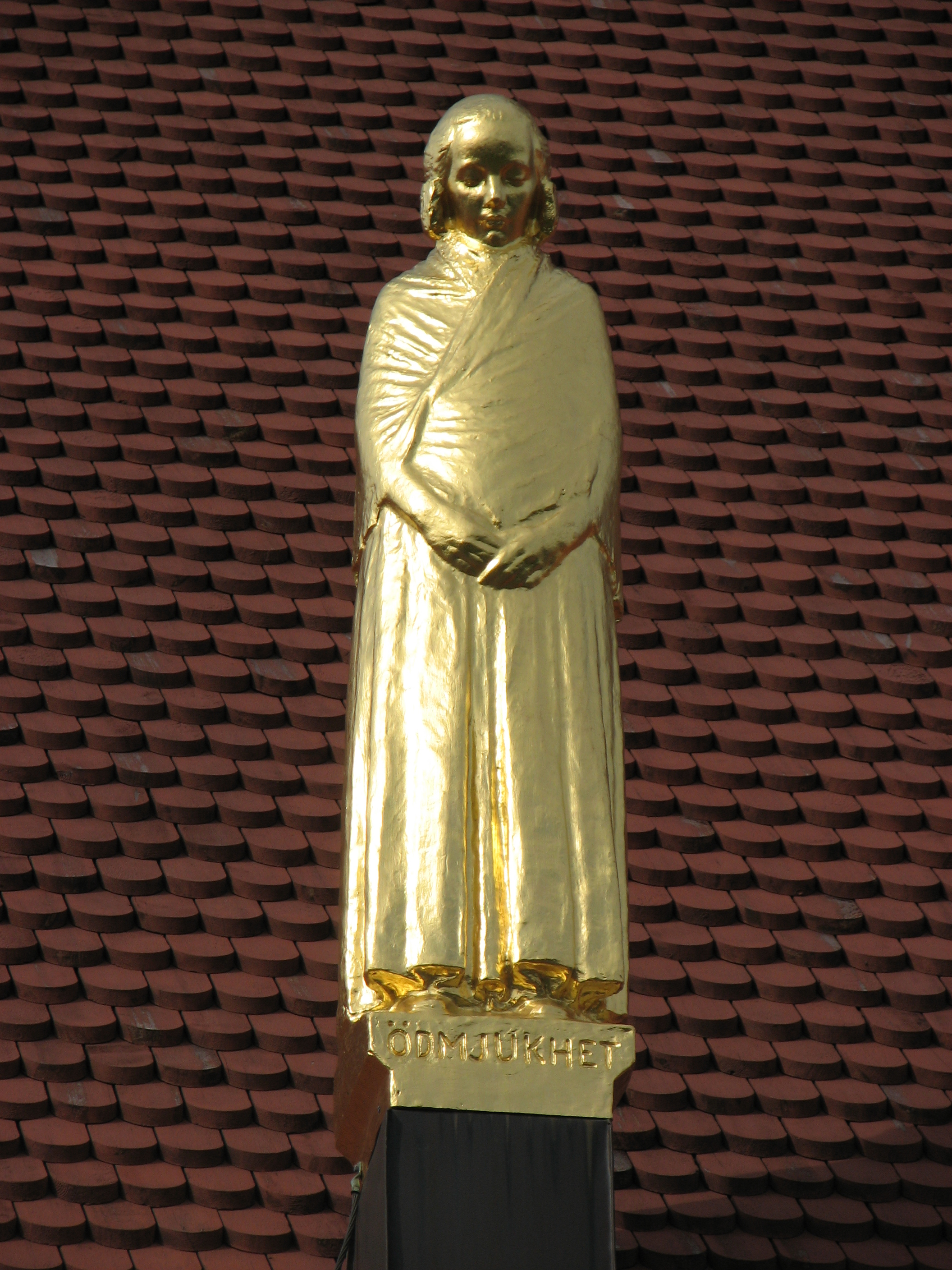
Ödmjukhet, av Christian Eriksson.
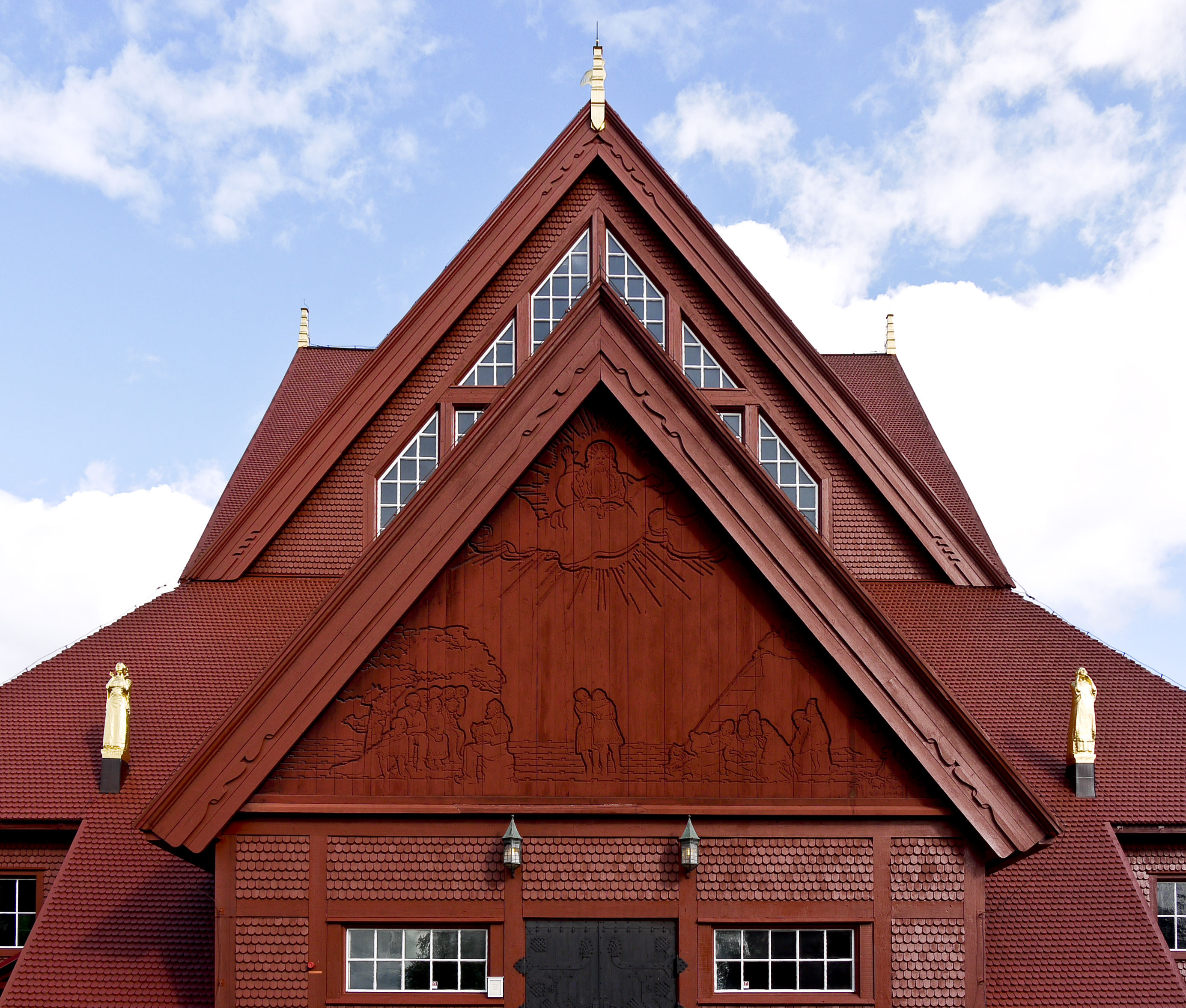
Västgaveln med snidad relief av Christian Eriksson.
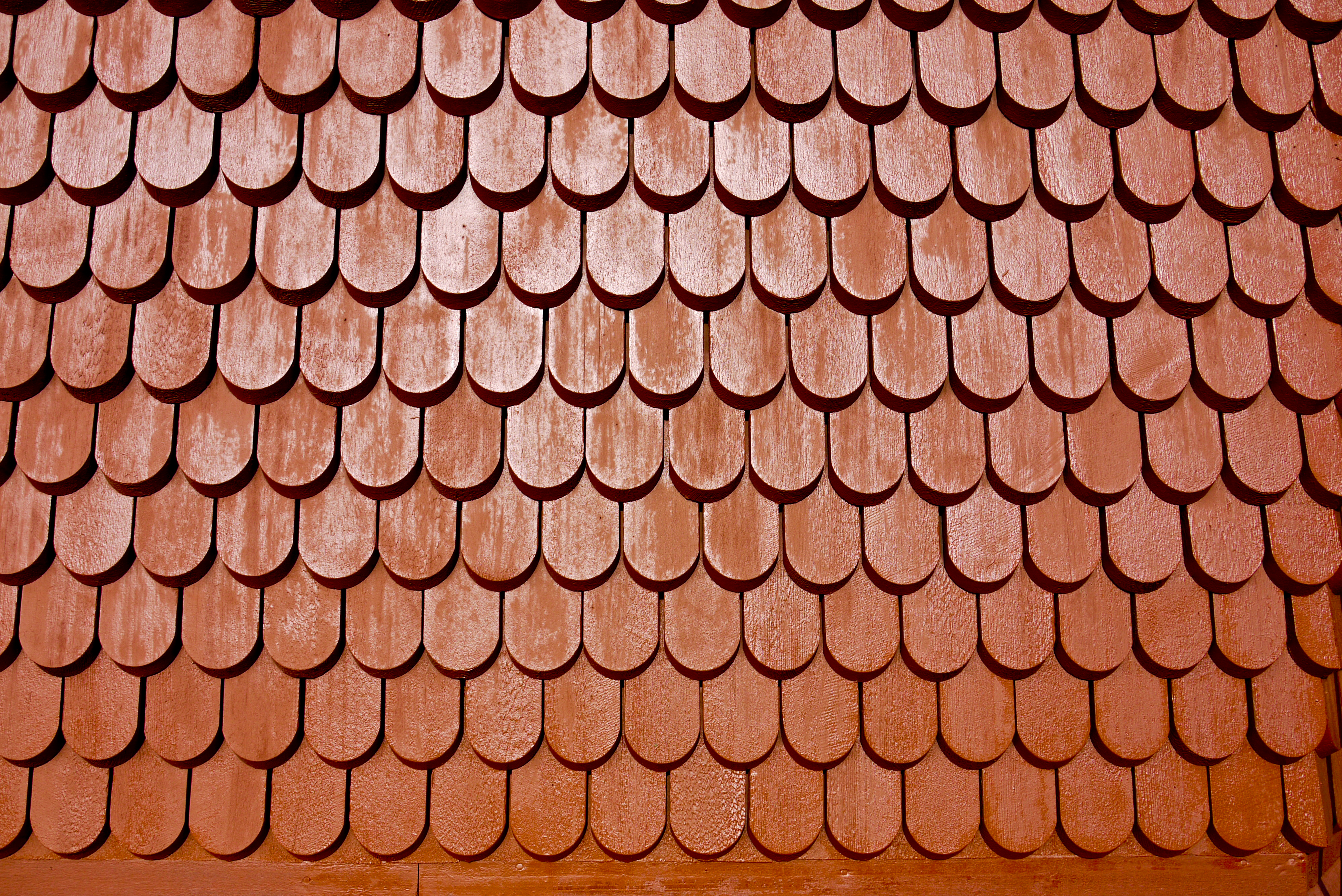
Taket är klätt med kyrkspån.
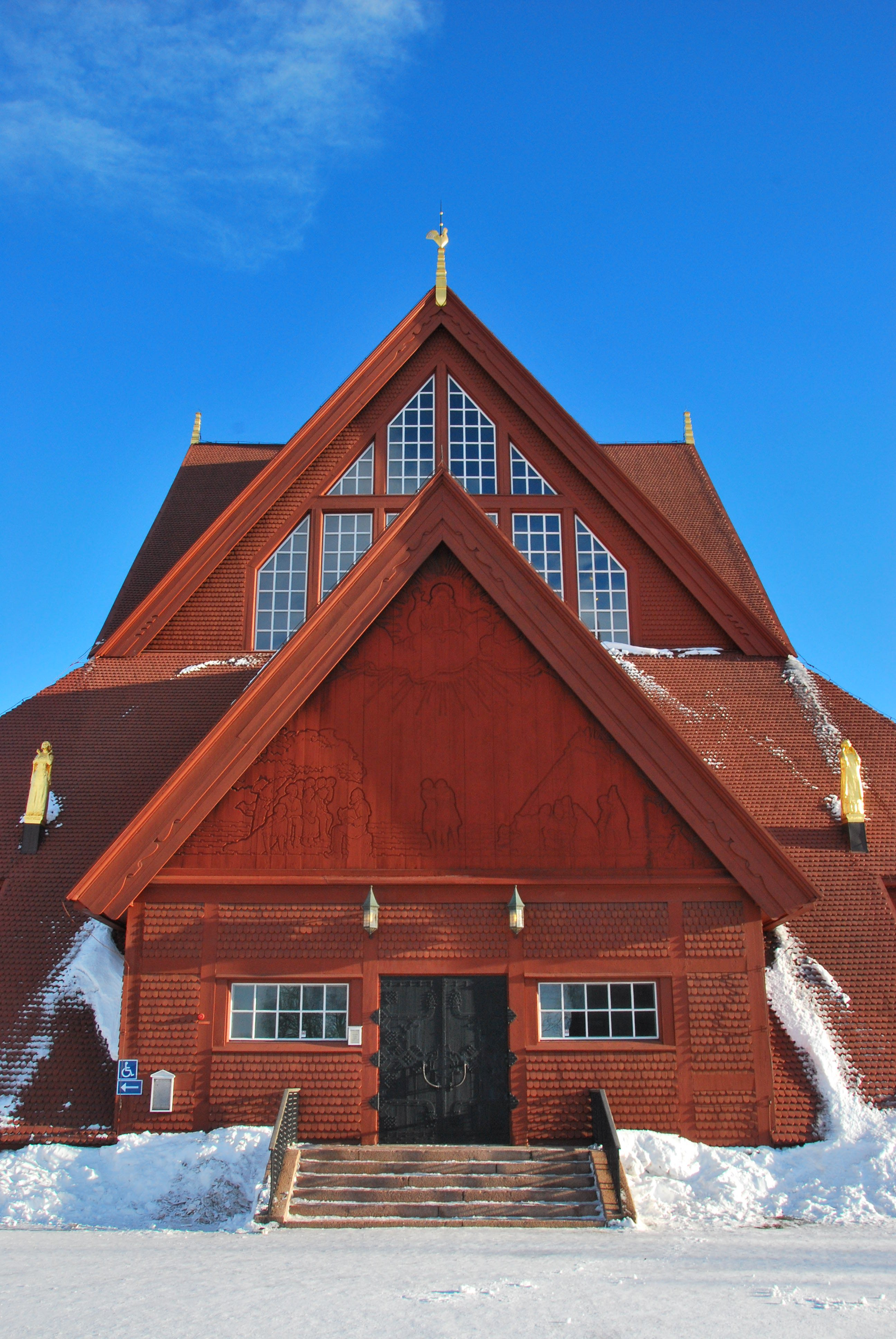
Kiruna kyrka på vintern.
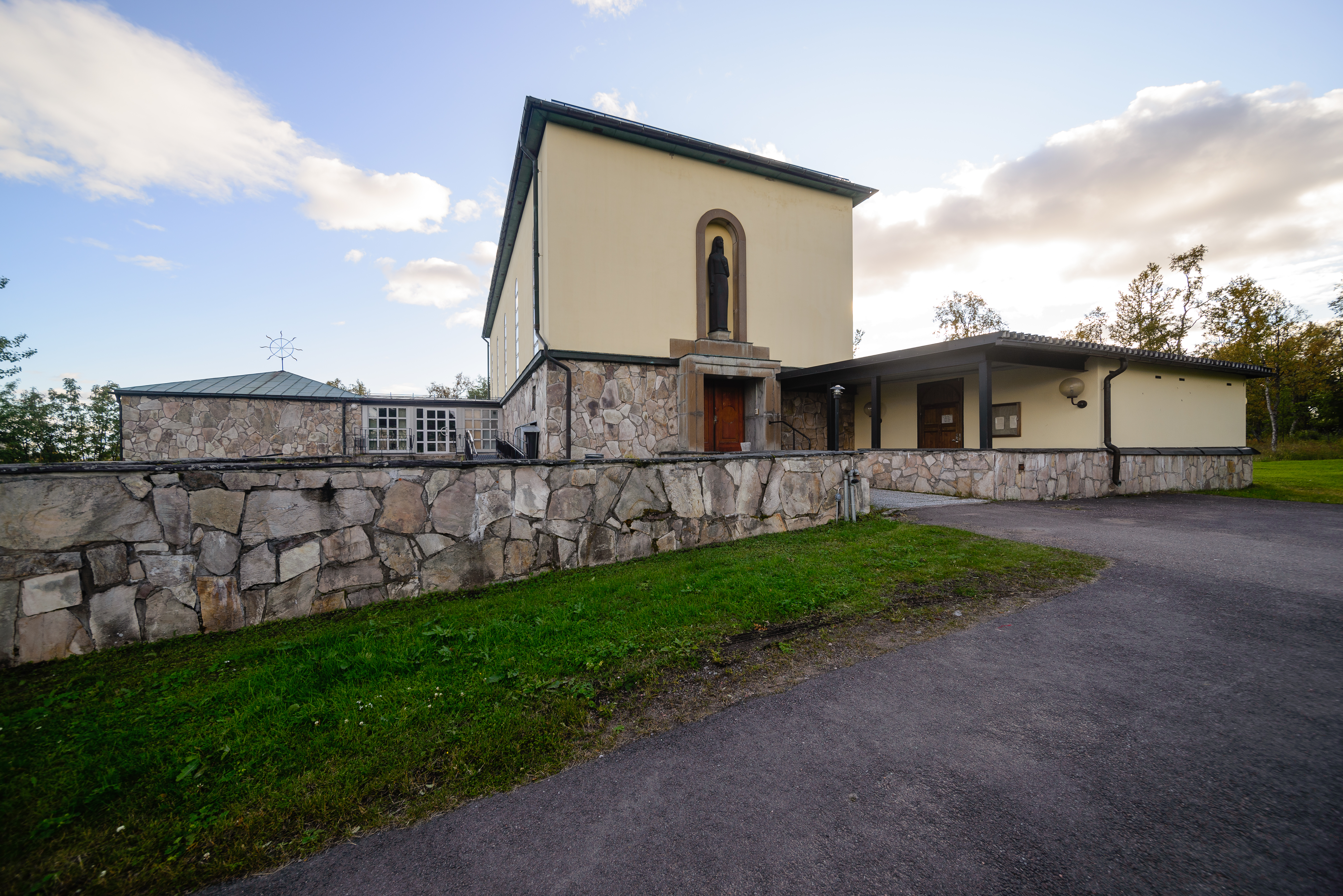
Kiruna Krematorium i september 2017.

På kyrkans norra, västra och södra takfall står tolv förgyllda, två meter höga och 250 kilogram tunga bronsgjutna skulpturer, utförda av Christian Eriksson. De föreställer människor i olika sinnestillstånd och bär namn därefter. I motsols ordning står på det norra takfallet Förtviflan, Blyghet, Öfvermod, Fromhet och Förtröstan, på varsin sida om västgaveln Ingifvelse och Hänryckning och på det södra takfallet Ödmjukhet, Kärlek, Sorg, Svårmod och Andakt.
Även den snidade reliefen på västgaveln, ovan kyrkporten, är gjord av Christian Eriksson. Den föreställer, vid taknocken: Gud buren på moln med en gloria av ljus runt huvudet; vid det nedre högra hörnet: undervisning av samebarn i naturen vid en kåta; i mitten: två personer varav den ene stöttar den andre; och i det vänstra hörnet: predikan inför en folksamling under ett träd. Den mörka porten därunder har utformats av Ossian Elgström. De kraftiga järnbeslagen anspelar på religiösa symboler, såsom fiskar och tuppar.

### Interiör
Det treskeppiga långhuset täcks av öppna, fantasifullt utformade takstolar i både huvudskepp och sidoskepp. Speciellt koret har en rik infattning av boasering och snidade gallerverk, inspirerad av samisk ornamentik. Läktaren, predikstolen och den öppna bänkinredningen är ritade av Wickman själv.
Inne i kyrkan finns det bara ett enda kors, det träkors som står på altaret. Altartavlan från 1912 är målad av prins Eugen, och är andaktsfull men har inte heller några tydliga kristna symboler.

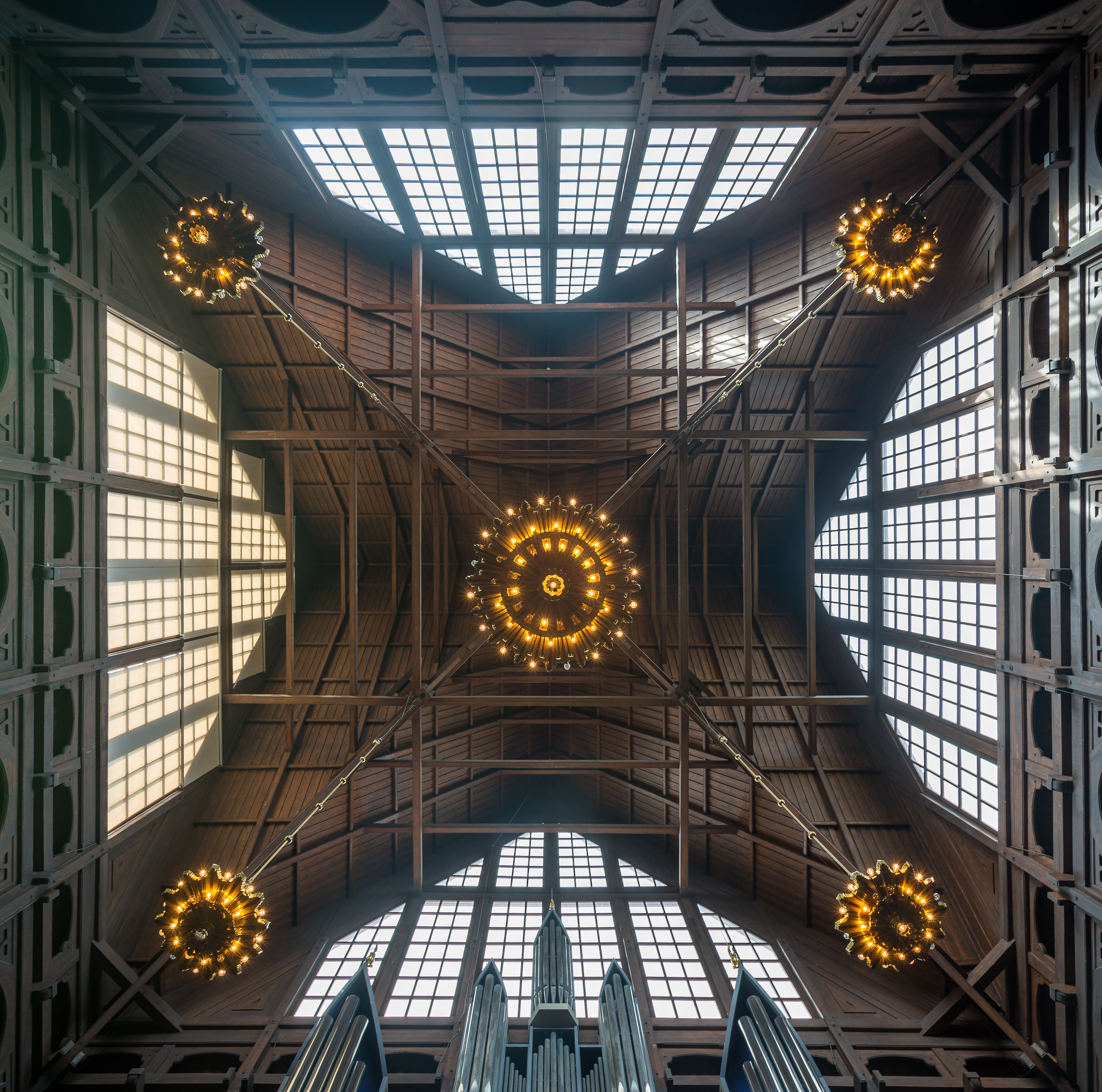
Kyrkans tak.
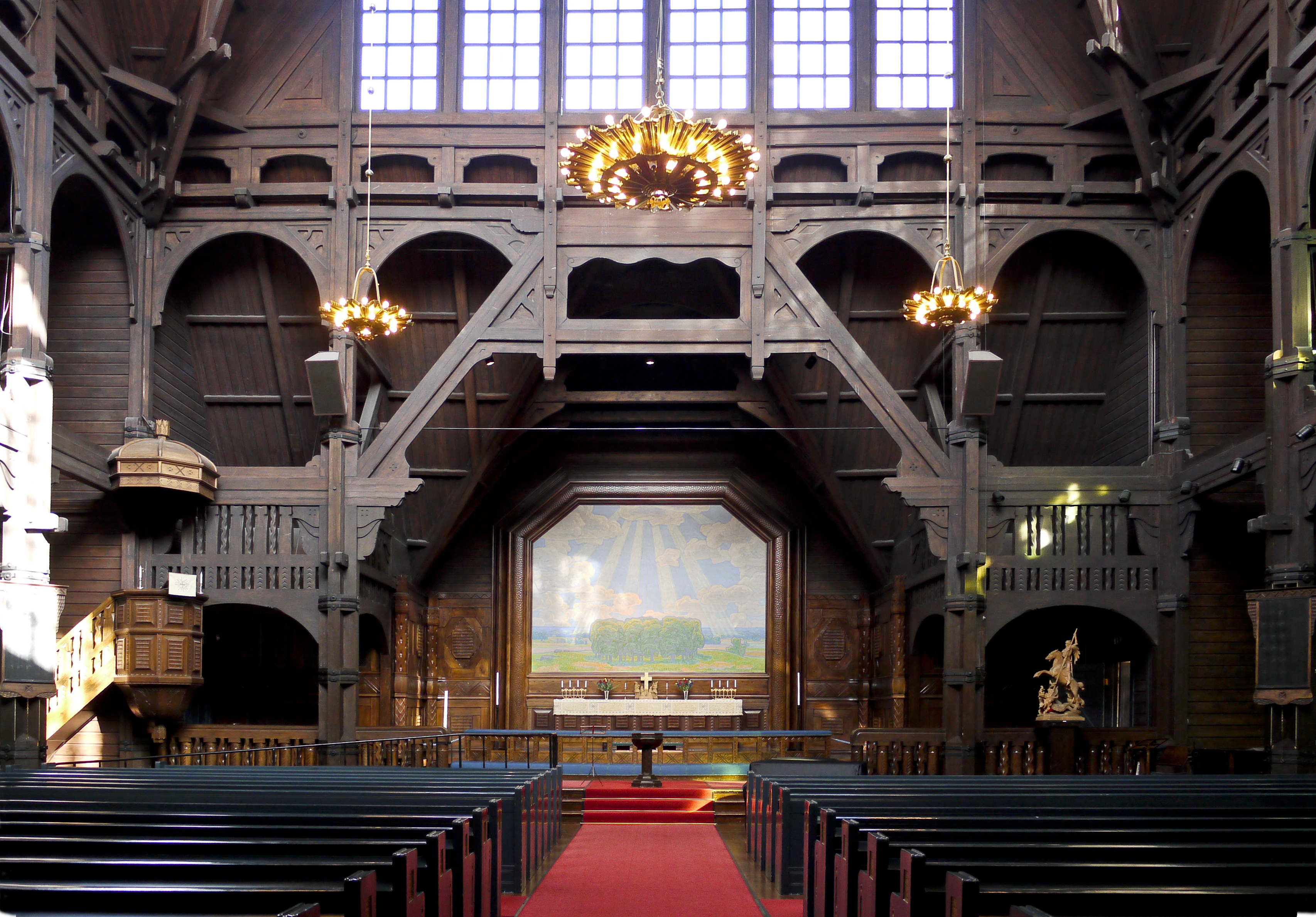
Kyrkoskeppet med altaret.
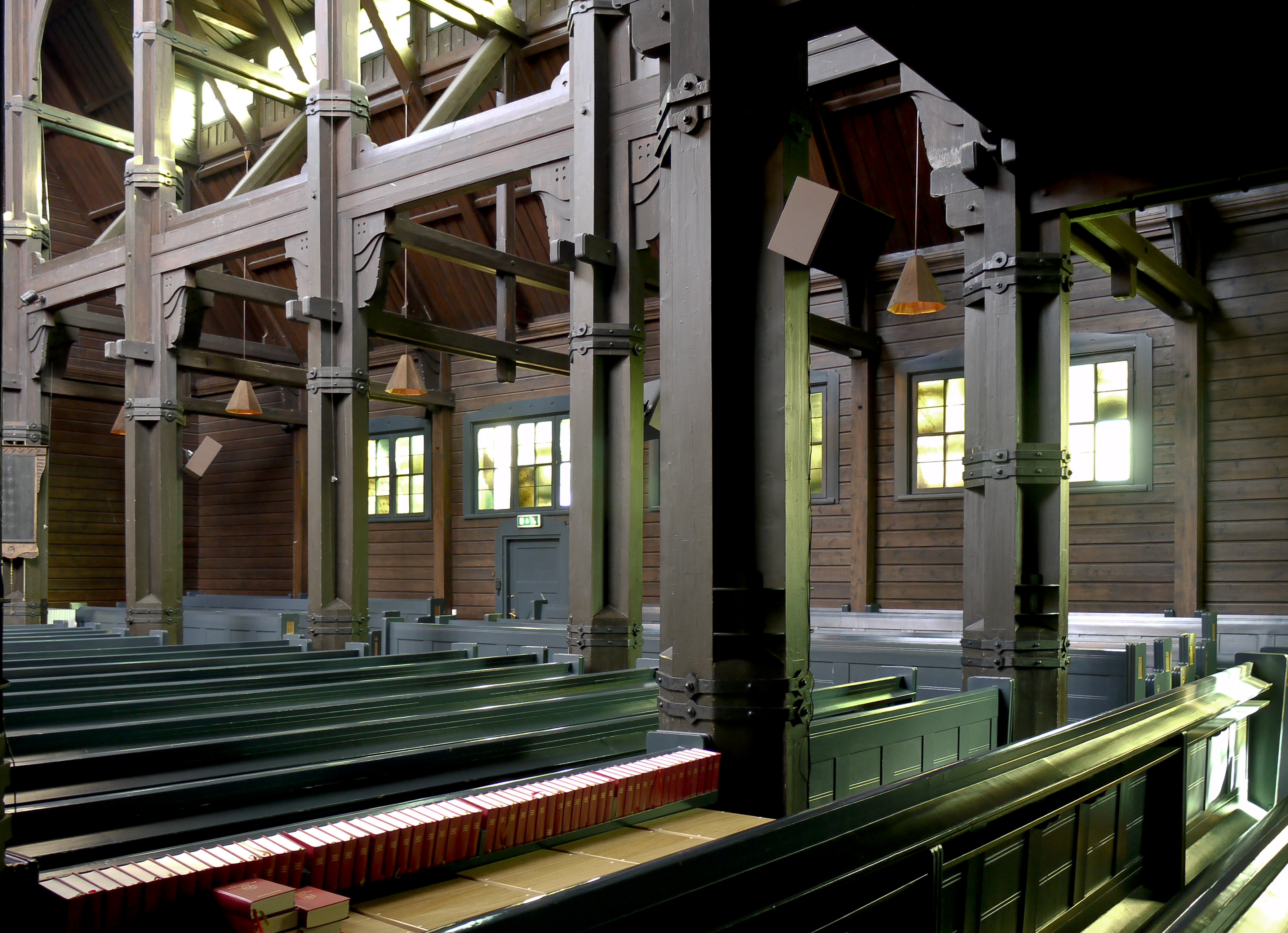
Kyrkoskeppets fantasifulla takstolar.
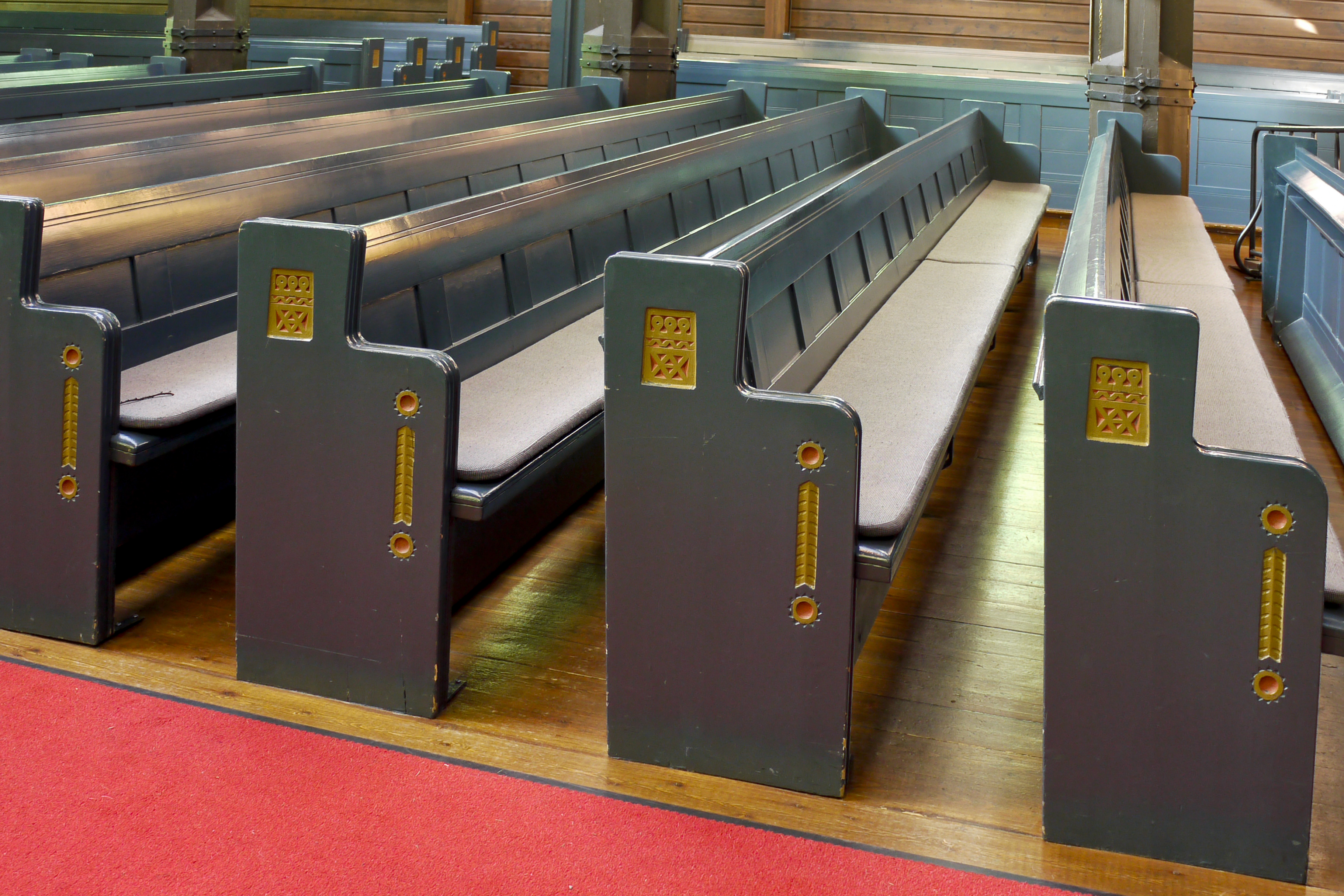
Bänkinredningen ritades av arkitekt Wickman själv.
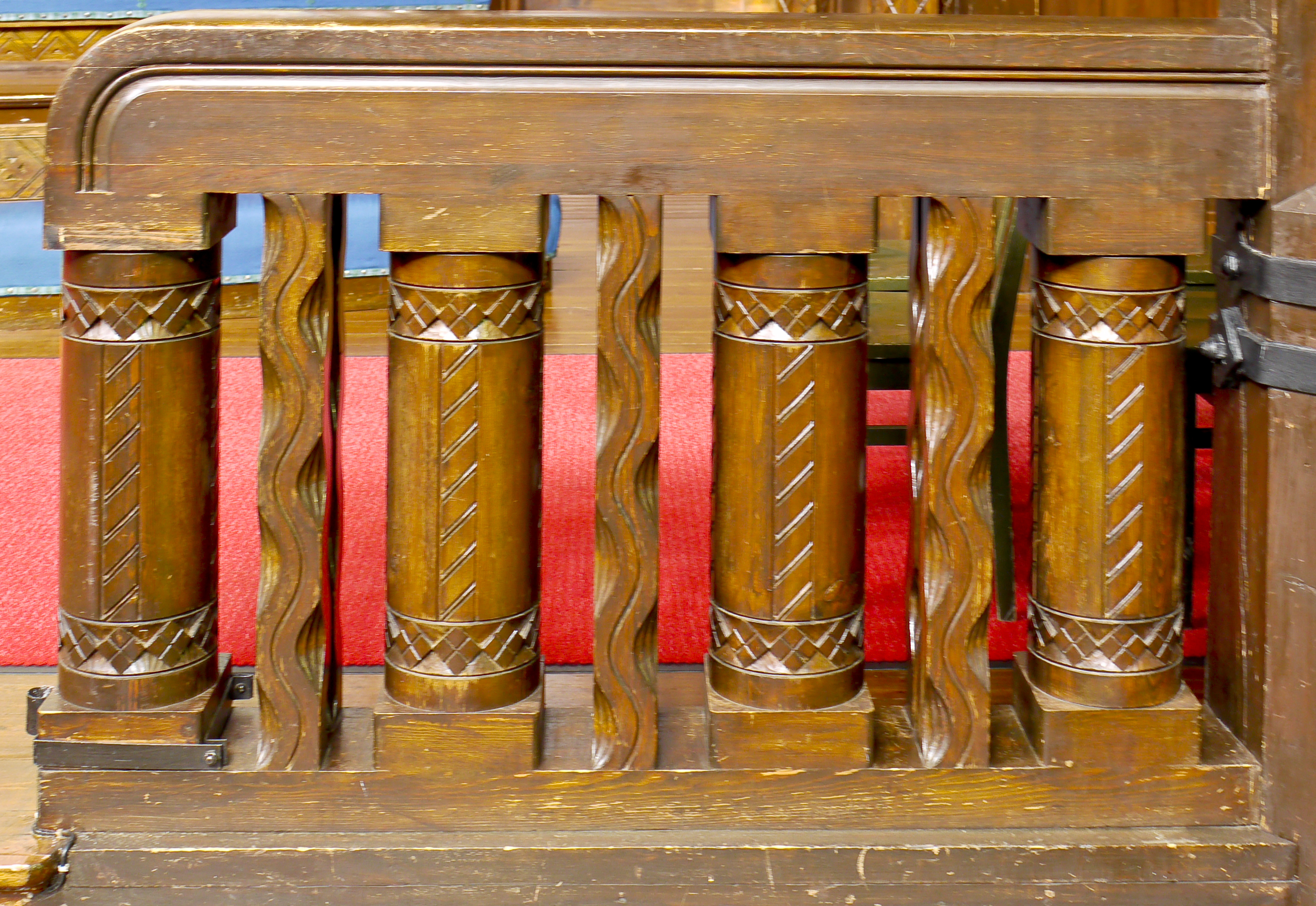
Snidat gallerverk med samisk ornamentik.

Vapenhuset ombyggdes och ommålades invändigt 1962 under V. Sjödin. Rummet söder om koret, tidigare använt som församlingssal, inreddes till kapell.
Mellan 1988 och 1990 undergick främst interiören omfattande underhålls- och reparationsarbeten, utförda av Norrbottenskommunernas arkitekt- och byggnadskontor i Luleå.
Kiruna kyrka var en av fyra kyrkor som avbildades på julfrimärken för utrikes post 2002 under rubriken Romantiska kyrkor i juletid; de övriga kyrkorna var Habo kyrka i Västergötland, Tensta klockstapel i norra Uppland och Sundborns kyrka i Dalarna.

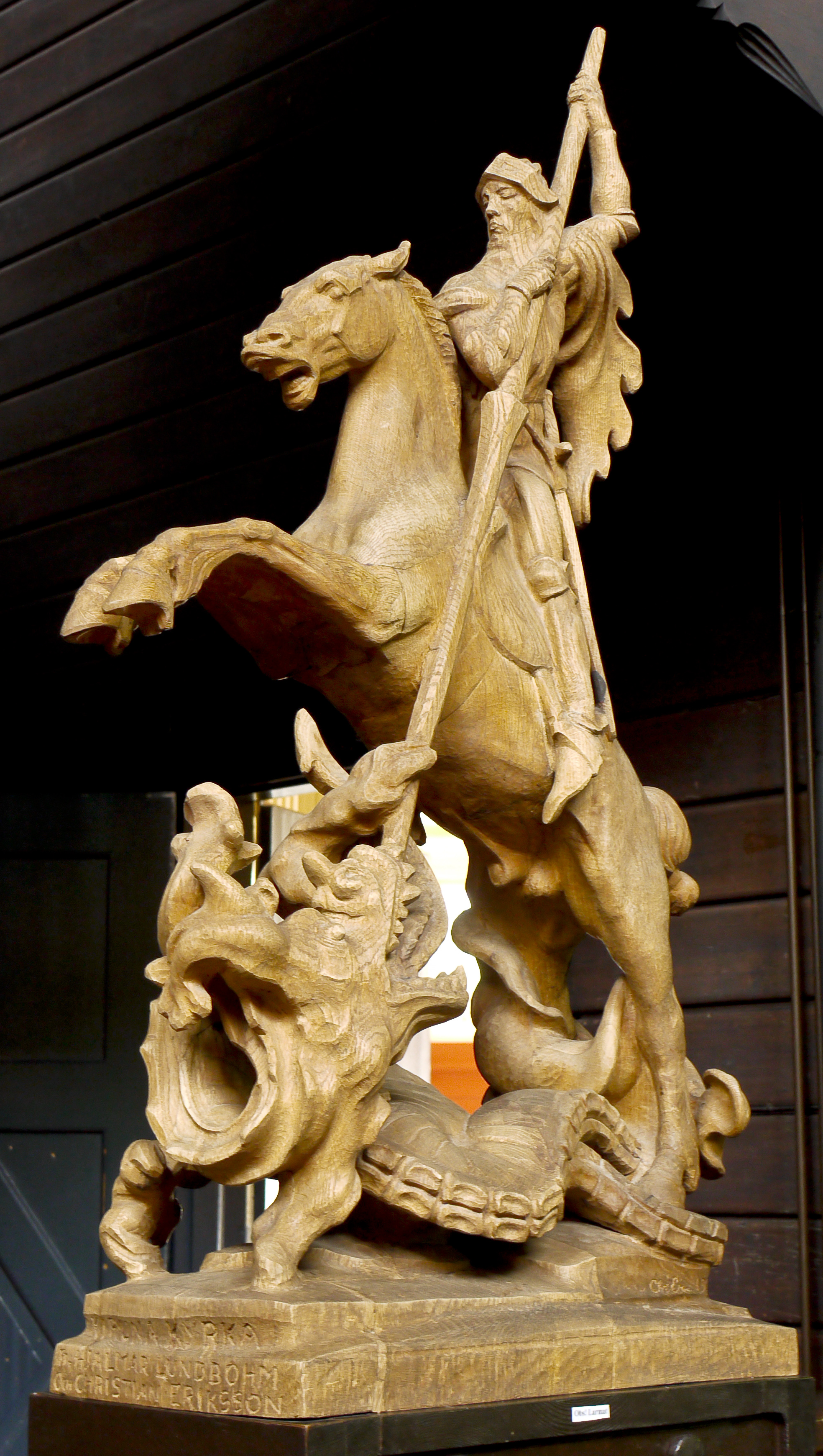
Sankt Göran och draken, av Christian Eriksson.

Skulpturer av Christian Eriksson, bland annat Sankt Göran och draken (1928), en replika av Erikssons bronsskulptur på Stockholms stadshus.

#### Orgel

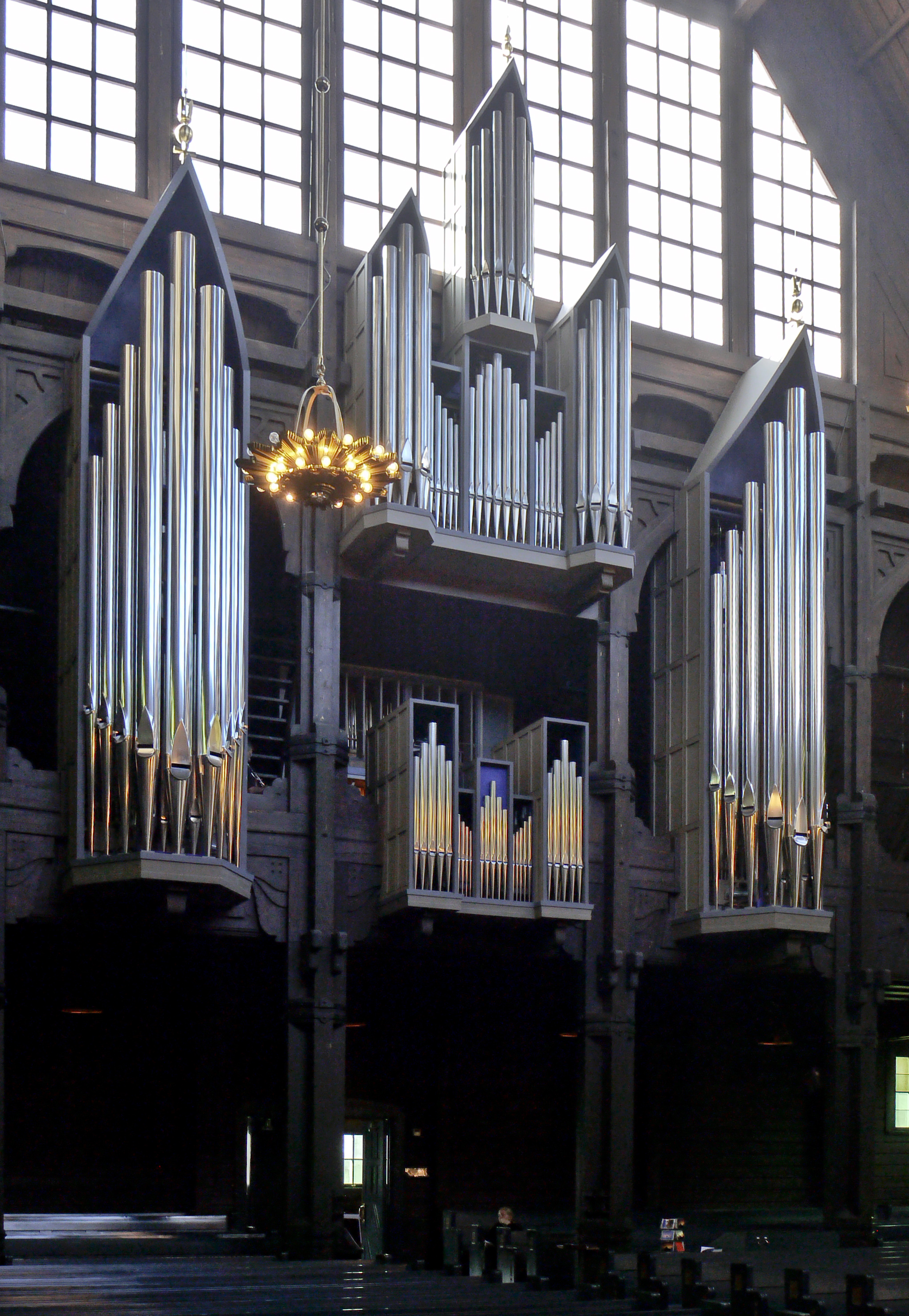
Kyrkoorgeln av v. Beckerath.

Kiruna kyrka har haft två orglar sedan invigningen. Den nuvarande färdigställdes 1957.
- 1912 – Ny orgel. Inför invigningen av kyrkan i december byggdes en orgel av orgelfirman Åkerman & Lunds Orgelfabrik AB, Sundbybergs köping. Den hade 21 stämmor, två manualer och pedal.
- 1949 – Restaurering. Den första och enda restaureringen av 1912 års orgel genomfördes av  Grönlunds orgelbyggeri från Gammelstad. Man insåg dock att orgeln ändå inte fungerade ordentligt, varvid orgelfirman föreslog att en ny orgel skulle byggas.
- 1955–1957 – Ny orgel Den nya orgeln byggs av orgelbyggare Rudolph von Beckerath från Hamburg. Fasaden är ritad 1957 av Otto Firle, Düsseldorf.
- 1978 – Renovering. En genomgripande renovering och ombyggnation av orgeln genomförs av Grönlunds Orgelbyggeri AB, Gammelstad.
- 2006 – Renovering. Renoverad och restaurerad 2006–2007 av Gerhard Grenzing, Barcelona. Intonation: Christoph Linde, Daniel Grenzing

| Ryggpositiv I          | Huvudverk II         | Öververk III           | Bröstverk IV            | Pedal            | Koppel |
| Rohrflöte 8´           | Quintadena 16´       | Gemshorn 8´            | Holzgedackt 8´          | Principal 16'    | I/P    |
| Prinzipal 4´ (fasad)   | Prinzipal 8´ (fasad) | Italiensk Principal 4´ | Rohrflöte 4´            | Subbass 16'      | III/P  |
| Blockflöte 4           | Spielflöte 8´        | Nasat 2 2/3´           | Prinzipal 2´            | Oktave 8'        | I/II   |
| Gemshorn 2´            | Oktave 4´            | Waldflöte 2´           | Schwiegel 1´            | Pommer 8'        | III/II |
| Spitzquint 1 1/3´      | Nachthorn 4´         | Ters 1 3/5´            | Scharf III 2/3´         | Metallflöte 4´   |        |
| Sesquialtera II 2 2/3´ | Quinte 2 2/3´        | Sifflöte 1´            | Krumhorn 8´             | Nachthorn 2´     |        |
| Scharf IV 1´           | Oktave 2´            | Zimbel III 2/3´        | Tremulant (ej original) | Mixtur VI 1 1/3´ |        |
| Bärpfeife 8´           | Mixtur V 1 1/3´      | Dulzian 16´            |                         | Posaune 16´      |        |
| Tremulant              | Trompete 8'          | Crescendosvällare      |                         | Trompete 8'      |        |
|                        |                      |                        |                         | Schalmei 4'      |        |

## Övriga byggnader

### Klockstapel

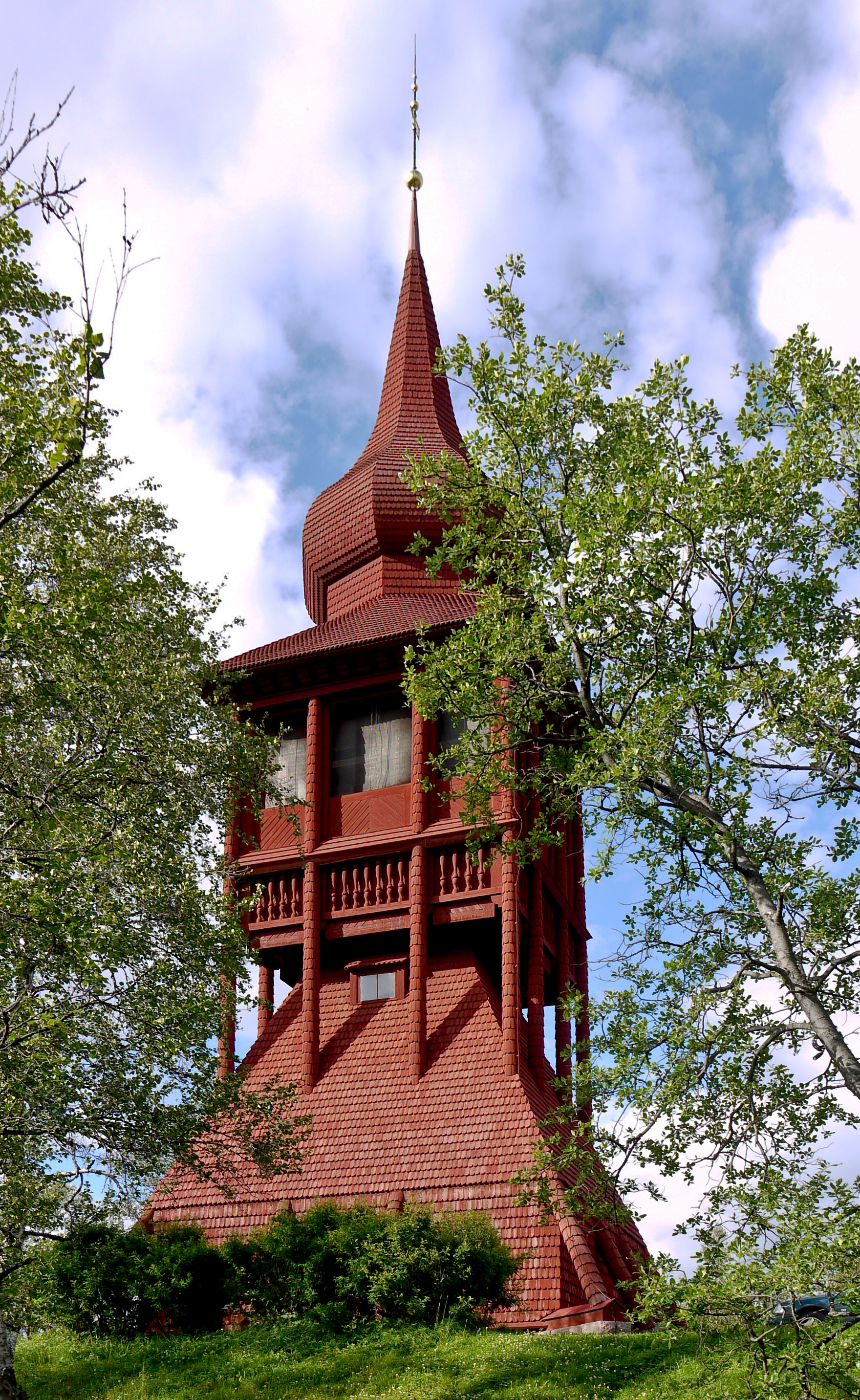
Klockstapeln

Kiruna kyrkas klockstapel färdigställdes mellan 1906 och 1907 och invigdes med ringande klockor på långfredagen. Gustaf Wickman hade ritat flera olika förslag innan man fastnade för den drygt 35 meter höga byggnaden. Klockstapeln är, precis som kyrkan, uppförd i trä men är indelad i tre delar; underbyggnad, klockkammare och en kupolformad spira.
Klockkammaren innehar två klockor, en större och en mindre. Den större har en ingraverad versstrof av författaren Albert Engström. Kammaren hålls uppe av drygt tjugo meter höga master av trä som fraktats till Kiruna från de ryska skogarna vid Vita havet via Narviks hamn.
Klockstapeln kommer att flyttas till ett nytt läge i anslutning till kyrkan i nya centrum i samband med att kyrkan flyttas hösten 2025.

### Gravkapell
Gravkapellet är från 1931–1933 och står på Kirunas kyrkogård. Även detta ritades av Gustaf Wickman. Gravkapellet planeras att rivas och ska ersättas av ett nytt vid kyrkans nya placering.

## Hjalmar Lundbohms grav

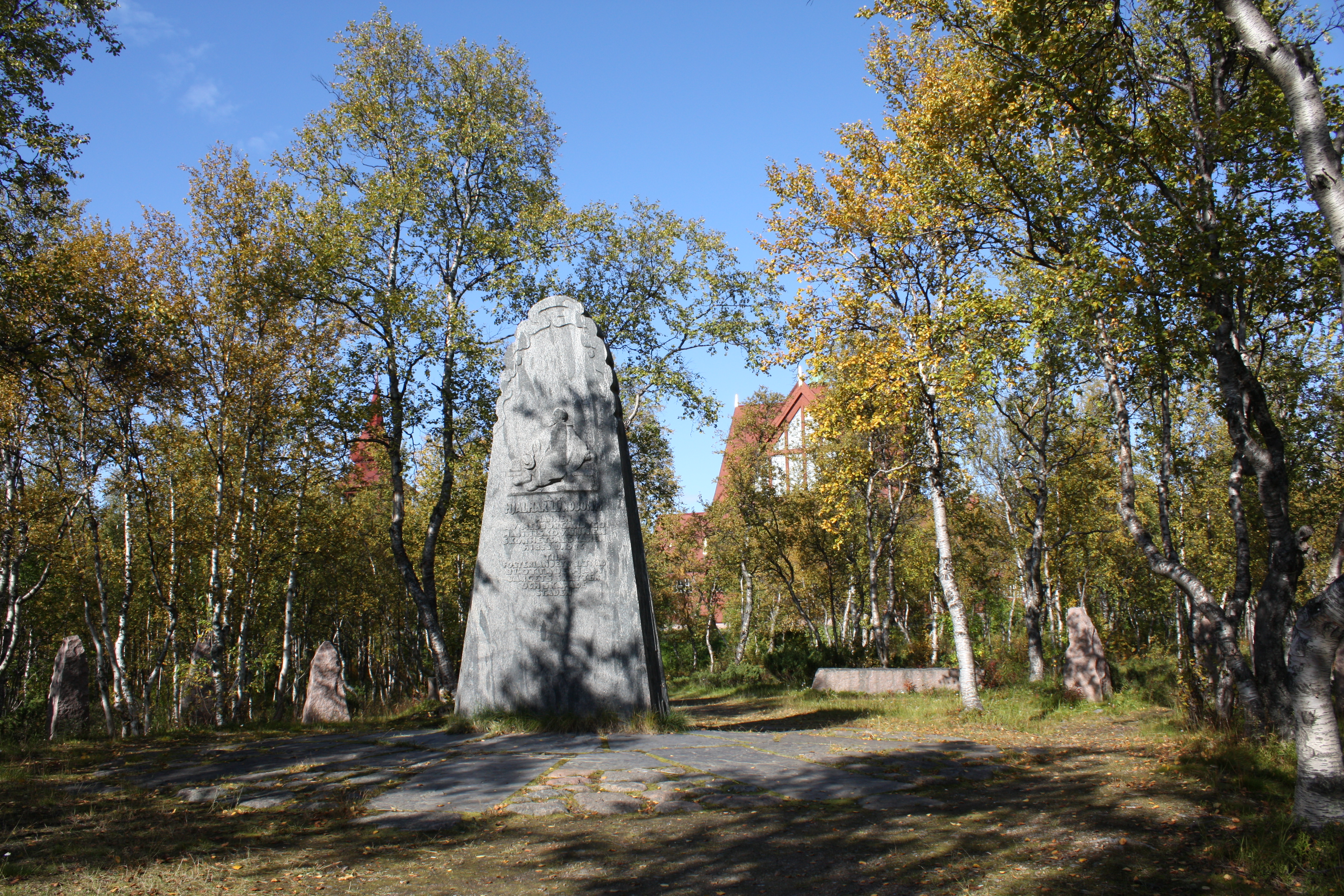
Gravplatsen i kyrkoparken.

I nuvarande kyrkoparken ligger Hjalmar Lundbohm begraven söder om kyrkan. Över graven restes år 1929 en minnessten, gjord av Christian Eriksson med text av Albert Engström.
Graven kommer att flyttas till en ny placering intill kyrkan i nya Kiruna centrum.